# Eli Stone
Eli Stone är en amerikansk TV-serie från 2008 av producenterna Greg Berlanti och Marc Guggenheim. Serien handlar om San Francisco-advokaten Eli Stone som börjar att se saker, som sedan visar sig vara ett åderbråck i hjärnan som gör att han hallucinerar. Hans hallucinationer gör att han börjar ta sig an fall som lönar sig mindre men är mer etiska. 
I Sverige visas serien på Kanal 9.

## Rollista
- Jonny Lee Miller - Eli Stone
- Natasha Henstridge - Taylor Wethersby
- Loretta Devine - Patti
- Matt Letscher - Nathan Stone
- Sam Jaeger - Matt Dowd
- James Saito - Dr Chen
- Victor Garber - Jordan Wethersby
- Julie Gonzalo - Maggie Dekker
- Jason Winston George - Keith Bennet
- Tom Amandes - Martin Posner